# John W. Rollins
John W. Rollins (* 24. August 1916 in Keith, Georgia; † 4. April 2000 in Greenville, Delaware) war ein US-amerikanischer Politiker und Geschäftsmann.

## Leben

### Familie und Ehen
John W. Rollins wurde in Keith geboren. Er besuchte eine abseits seines Heimatortes gelegene Schule in Ringgold. Nachdem sein Vater in John Rollins Kindheit erkrankte, war der Sohn gezwungen, viele seiner Aufgaben auf der familiären Farm zu übernehmen. John W. Rollins war dreimal verheiratet, aus den Ehen gingen insgesamt zehn Kinder hervor, später hatte er noch elf Enkelkinder.

### Geschäftliche Karriere
Nach Ende des Zweiten Weltkrieges zog Rollins mit seiner ersten Frau nach Lewes und eröffnete dort ein Autogeschäft. Er konnte sein Unternehmen später noch vergrößern, indem er andere Geschäfte in Maryland und Virginia erstand. Rollins begann zu dieser Zeit auch mit dem Verleih von Autos, einem damals neuen Wirtschaftszweig. 1947 folgte Rollins älterer Bruder John Rollins und schloss sich den Geschäften an. Beide gründeten eine Radiostation, Rollins Broadcasting und legten die Zentrale des Senders nach Radford, eine ländliche Stadt in Virginia. Dabei profitierten die Gebrüder beim Kauf der Station von den fallenden Preisen für Radios, da damals das Fernsehen das Monopol des Radios verdrängte. 1956 folgte dann der Schritt ins Fernsehen.
1961 verkauften die Brüder Anteile von Rollins Broadcasting. In den nächsten drei Jahren konnten sie Einnahmen von mehr als 9 Millionen US-Dollar einstreichen. Mit diesem und dem Geld aus dem Teilverkauf gelang es den Brüdern 1964 Orkin Exterminating Company, eine Gesellschaft für Schädlingsbekämpfung, aufzukaufen. Schon im Jahr zuvor wurden die beiden Brüder für ihre Erfolge auf geschäftlicher Ebene mit dem Horatio Alger Award ausgezeichnet. Die Interessen der Gesellschaft wuchsen später so weit auseinander, dass sich 1984 zwei neue Firmen gründeten.

### Politische Karriere
Wegen seiner geschäftlichen Angelegenheiten begann sich Rollins für die Politik in Delaware zu interessieren und trat der Republikanischen Partei bei. 1952 war er der Kandidat für das Amt des Vizegouverneurs in Delaware und konnte sich mit 51 % der Stimmen gegen Vernon B. Derrickson, den Kandidaten der Demokraten, durchsetzen. Rollins wurde am 20. Januar 1953 vereidigt und behielt dieses Amt bis zum 15. Januar 1957 inne. 1956 war Rollins ein Mitglied der Republican National Convention, die Dwight D. Eisenhower als Präsidentschaftskandidaten der Republikaner bestätigte. 1960 bewarb sich Rollins für das Amt des Gouverneurs von Delaware, konnte sich jedoch mit 48 % der Stimmen nicht gegen den Demokraten Elbert N. Carvel durchsetzen.
| Personendaten    | Personendaten               |
| ---------------- | --------------------------- |
| NAME             | Rollins, John W.            |
| KURZBESCHREIBUNG | US-amerikanischer Politiker |
| GEBURTSDATUM     | 24. August 1916             |
| GEBURTSORT       | Keith, Georgia              |
| STERBEDATUM      | 4. April 2000               |
| STERBEORT        | Greenville, Delaware        |